# Institut national de l'industrie
Pour les articles homonymes, voir INI.
L'Instituto Nacional de Industria (que l'on peut traduire par « Institut national de l'industrie »), mais plus connu sous l'acronyme INI, était une entité de l'État espagnol créée en 1941 par Juan Antonio Suanzes Fernández, pendant la période franquiste, pour promouvoir le développement industriel et l'autosuffisance de l'économie espagnole. L'INI a disparu en 1995 et a été remplacée par la Sociedad Estatal de Participaciones Industriales - SEPI (Société des participations industrielles d'État), autre holding publique de l'État espagnol.

## Entreprise créées
L'INI a été à l'initiative de nombreux groupes qui ont été des poids lourds dans l'économie espagnole et qui sont, pour la plupart, devenus indépendants de l'État.
Ces entreprises sont : 
- ENSIDA (es) - sidérurgiste passé dans le giron d'Aceralia en 1997, filiale d'ArcelorMittal,
- ENASA - constructeur de poids lourds racheté par IVECO en 1990,
- SEAT - constructeur automobile créé par l'INI et le groupe Fiat, repris par Volkswagen en 1986,
- ENCE (es) (Energía y Celulosa S.A.) entreprise privatisée restée indépendante,
- Endesa - énergie, (l'EDF espagnol) racheté par l'italien ENEL en 2007, devenant le 1er électricien d'Europe,
- Endasa - aluminium,
- EN Calvo Sotelo - une des entités qui a constitué Repsol),
- EN Bazán - chantiers navals militaires, fusionne en 2000 avec Astilleros Españoles (AESA) pour former IZAR Construcciones Navales mais fait faillite en 2005,
- EN Santa Bárbara - armement, privatisée et vendue à General Dynamics en 2001,
- Atesa (Autotransporte Turístico Español S.A.) - Compagnie d'autobus & tour opérateur, privatisée en 1980 et rachetée en 2012 par le groupe de location de véhicules américain « Enterprise Holdings »,
- Entursa (Empresa Nacional de Turismo) - chaîne d'hôtels privatisée en 1986, ...

Certaines d'entre elles commencent par les lettres EN qui signifient Empresa Nacional, « Entreprise Nationale ».

## Historique
En 1944, la nationalisation d'Iberia est décidée, l'entreprise est intégrée à l'INI et ne devient réellement privatisée qu'en 2001. L’entrée de l'Espagne dans la CEE entraîne à partir des années 1980 la privatisation des entités créées sous l’égide de l’INI. L'INI perd ainsi de son influence.
L'INI a intégré plusieurs entreprises privées comme Iberia, Aviaco et CASA, et des grandes sociétés industrielles en difficulté comme Uninsa, HUNOSA, Altos Hornos del Mediterráneo ou Astano. Cependant, les monopoles reconnus par la loi[Laquelle ?] à l'État, tels que CAMPSA, Renfe, Telefónica ou Tabacalera, n'ont jamais fait partie de l'INI.
En 1992, l’INI crée une société anonyme à laquelle l’Institut apporte la totalité de ses participations au capital des sociétés encore en portefeuille. La nouvelle société a été constituée le 4 juillet 1992 sous le nom TENEO. En 1995, elle a été rebaptisée Sociedad Estatal de Participaciones Industriales - SEPI (Société nationale de participation industrielle) et a cédé pratiquement tous ses avoirs industriels, sauf dans certains cas comme HUNOSA, entreprise paraétatique d'extraction minière, ou RTVE, groupe audiovisuel public.